# Faina Georgijevna Raněvská
Faina Georgijevna Raněvská (rusky Фаи́на Гео́ргиевна (Григо́рьевна) Ране́вская, Raněvskaja, narozena jako Faina Girševna Feldman; 27. srpna 1896 Taganrog – 19. července 1984 Moskva) byla sovětská herečka, která úspěšně hrála v tragédiích i komediích, na jevišti i ve filmu. Byla známa také pro své aforismy, například „Stáří je namáhavé, ale je to jediný způsob, jak žít dlouho.“
Pocházela z židovské rodiny. Hrála ve hrách Antona Pavloviče Čechova, Alexandra Ostrovského, Maxima Gorkého, Ivana Krylova, Fjodora Dostojevského, Lva Tolstého a dalších. K dispozici jsou většinou jen fotografie jejích divadelních vystoupení, protože pouze poslední tři představení byla nafilmována. Faina Raněvská je v Rusku známá širokému publiku jako filmová herečka pro své role ve filmech jako Kulička (Pyška), Člověk ve futrálu, Sen, Jaro, Popelka a mnoho dalších.